# Berengár
A Berengár  germán eredetű férfinév, jelentése: medve + lándzsa.

## Gyakorisága
Az 1990-es években szórványosan fordult elő, a 2000-es években nem szerepel a 100 leggyakoribb férfinév között.

## Névnapok
- május 26.[2]
- június 7.[2]
- október 2.[2]
- november 26.[2]

## Híres Berengárok

### Uralkodók
- I. Berengár itáliai király (845–924)
- II. Berengár itáliai király (913–966)
- Berengár namuri gróf (?–946 előtt)
- I. Rajmund Berengár barcelonai gróf (1023–1076)
- II. Rajmund Berengár barcelonai gróf (1053–1082)
- III. Rajmund Berengár barcelonai gróf (1082–1131) = I. Rajmund Berengár provencei-i gróf
- IV. Rajmund Berengár barcelonai gróf (1113–1162)
- I. Berengár Rajmund barcelonai gróf (1006–1035)
- II. Berengár Rajmund barcelonai gróf (1054–1097)
- Berengár Rajmund provence-i gróf (1114–1144)
- II. Rajmund Berengár provence-i gróf (1136–1166)
- III. Rajmund Berengár provence-i gróf (1158–1181)
- IV. Rajmund Berengár provence-i gróf (1198–1245)
- Berengár Henrik német király (1137–1150)

### Egyéb személyek
- Tours-i Berengár (999–1088) középkori francia teológus